# Hadena rubens
Hadena rubens är en fjärilsart som beskrevs av Druce 1889. Hadena rubens ingår i släktet Hadena och familjen nattflyn. Inga underarter finns listade i Catalogue of Life.